# Barbara Opozda
Barbara Urszula Opozda – polska matematyk, profesor nauk matematycznych. Specjalizuje się w geometrii różniczkowej. Profesor zwyczajny Katedry Geometrii Instytutu Matematyki Wydziału Matematyki i Informatyki Uniwersytetu Jagiellońskiego.

## Życiorys
Matematykę ukończyła na Uniwersytecie Jagiellońskim i na tej uczelni rozpoczęła pracę naukową zdobywając kolejne awanse akademickie. Stopień doktorski uzyskała w 1981 broniąc pracy przygotowanej pod kierunkiem Andrzeja Zajtza. Habilitowała się na macierzystej uczelni w 1989 na podstawie oceny dorobku naukowego i publikacji pt. Some contributions to the differential geometry of submanifolds. Tytuł naukowy profesora nauk matematycznych został jej nadany w 1999. Wypromowała trzech doktorów.
Swoje prace publikowała w takich czasopismach jak m.in. „Geometriae Dedicata”, „Linear Algebra and Its Applications”, „Proceedings of the American Mathematical Society”, „Annals of Global Analysis and Geometry”, „Results in Mathematics", „Monatshefte für Mathematik" oraz „Journal of the Mathematical Society of Japan".
Należy do Polskiego Towarzystwa Matematycznego (PTM).

## Odznaczenia  i nagrody
- 2011 - Krzyż Kawalerski Orderu  Odrodzenia Polski[9]
- 1998 - Złoty Krzyż Zasługi[10]